# Zootechnika
Zootechnika – nauka o racjonalnym chowie i hodowli zwierząt oraz ich użytkowaniu.
W zakres zootechniki wchodzą takie dyscypliny jak: genetyka, doskonalenie zwierząt, rozród, żywienie, paszoznawstwo, zoohigiena, mechanizacja produkcji zwierzęcej, ekonomika produkcji zwierzęcej, organizacja produkcji zwierzęcej. Do zootechniki należy chów i hodowla zwierząt futerkowych oraz laboratoryjnych, rybactwo, pszczelarstwo, jedwabnictwo.